# Île Ouento
L’île Ouento est un îlot de Nouvelle-Calédonie appartenant administrativement à la commune de l'Île des Pins.